# Massacre de Gamboru Ngala
Le massacre de Gamboru Ngala a lieu pendant l'insurrection de Boko Haram. Le 5 mai 2014, les rebelles islamistes de Boko Haram attaquent la ville et massacrent une partie de la population.

## Déroulement
Le 5 mai 2014, vers 13h30, les rebelles islamistes de Boko Haram entrent dans Gamboru Ngala, une petite ville de 3 000 habitants, située près de la frontière camerounaise. Les islamistes, au nombre de plusieurs dizaines d'hommes appuyés par au moins deux véhicules blindés, incendient les bâtiments et massacrent la population,. 
Dans la soirée, les assaillants ouvrent le feu sur la foule dans un marché qui avait l'habitude d'être ouvert la nuit, en raison des fortes chaleurs. Les islamistes abattent tous ceux qui tentent de s'enfuir. Le massacre dure une douzaine d'heures.
Tous les habitants de la ville prennent alors la fuite et bon nombre trouvent refuge au Cameroun, en gagnant la ville de Fotokol.
Un habitant de Gamboru Ngala, nommé Musa Abba, déclare à l'AFP : « Ils ont brûlé le marché, le bureau des douanes, le commissariat de police et presque tous les magasins de la ville et ils ont tué des gens mais je ne sais pas combien. [...] Ils ont pris le contrôle de la ville entière. [...] Ils ont fait du porte-à-porte et ils ont abattu les gens qui n'ont pas pu fuir à temps ».
Le 8 mai, les rebelles islamistes dynamitent le pont reliant Gamboru Ngala à Moussene, sur la route menant à Fotokol. Selon les autorités nigérianes, l'explosion fait au moins 30 morts. Selon l'agence Belga, plusieurs gardes-frontières nigérians et camerounais figurent parmi les victimes,,.

## Bilan humain
Le nombre des victimes est initialement inconnu, car la ville est entièrement occupée pendant au moins une journée par les hommes de Boko Haram. Ces derniers finissent cependant par repartir et dans les jours qui suivent des habitants reviennent et enterrent les cadavres dans des fosses communes.
Le 7 mai, des témoins déclarent avoir compté une centaine de morts au moins. Le même jour, le sénateur Ahmed Zanna donne un premier bilan de 300 morts,. Par la suite, il affirme qu'au moins 336 personnes ont été tuées. Selon lui, les islamistes ont voulu punir les habitants de Gamboru Ngala, car beaucoup de jeunes de la ville avaient rejoint les milices d'autodéfense. 
Aucune force de l'armée nigériane n'était présente dans la ville au moment de l'attaque. Officiellement, les unités présentes dans les environs étaient parties à la recherche des lycéennes de Chibok enlevées par Boko Haram. Seuls quelques policiers étaient présents, 18 d'entre eux sont morts lors de l'attaque selon le sénateur Ahmed Zanna.
Le 9 mai, le journal nigérian The Daily Trust, écrit que « 315 corps ont été enterrés hier et de nouveaux cadavres continuent d'être récupérés sous les décombres. [...] Plus de 200 maisons ont été brûlées et le marché de la ville a été détruit ».
Selon le témoignage d'un habitant au Daily Trust, « beaucoup d'hommes et de femmes » sont morts lors de l'attaque mais « des enfants ont aussi été ciblés ».

## Réactions
Le 9 mai, le Conseil de sécurité de l'ONU condamne le massacre commis par Boko Haram à Gamboru Ngala et déclare que ces exactions « peuvent constituer des crimes contre l'humanité ».

## Vidéographie
- [vidéo] VIDEO. Des images de Gamboru Ngala, la ville rasée par Boko Haram, Francetv info, 14 mai 2014.